# بخش یورک (شهرستان دارک، اوهایو)
بخش یورک (به انگلیسی: York Township) یک منطقهٔ مسکونی در ایالات متحده آمریکا است که در شهرستان دارک، اوهایو واقع شده‌است.
 بخش یورک ۵۶٫۳ کیلومتر مربع مساحت و ۵۰۳ نفر جمعیت دارد و ۳۲۳ متر بالاتر از سطح دریا واقع شده‌است.